# 饶河县
饶河县是黑龙江省东部，乌苏里江西岸，饶力河下游，双鸭山市下辖的一个县，饶河民众反日游击大队创建地。
县面积6613平方公里，邮政编码155700。县人民政府驻饶河镇，饶河镇原名饶力河，因县境内有饶力河而得名。

## 历史沿革
宣统元年（1909年）始设饶河县，县治小佳气河（今小佳河镇河西岸），中华民国六年（1917年）迁县治于挠力河口（今东安镇），民国十四年（1925年）迁治团山子（今县治饶河镇）。1960年曾同虎林县合并成虎饶县，1964年虎饶县撤消后恢复设置。

## 行政区划
饶河县下辖4个镇、4个乡、1个民族乡：
饶河镇、小佳河镇、西丰镇、五林洞镇、西林子乡、四排赫哲族乡、大佳河乡、山里乡、大通河乡、饶河农场、红旗岭农场、八五九农场、胜利农场和红卫农场。

## 人口
根據第七次人口普查數據，截至2020年11月1日零時，饒河縣常住人口為130519人。

## 交通
- 229国道0公里起点。
- 331国道过境。

## 旅游
第一批全国重点烈士纪念建筑物保护单位：饶河抗日游击队纪念碑

## 自然保护区
黑蜂国家级自然保护区：中国乃至亚洲唯一的国家级蜂种保护区。位于饶河县境内，面积27万公顷，保护对象为东北黑蜂及蜜源植物。

## 特产
饶河东北黑蜂系列产品（蜂蜜、蜂胶、花粉、蜂王浆）：中国地理标志产品。